# Kopnięcie okrężne

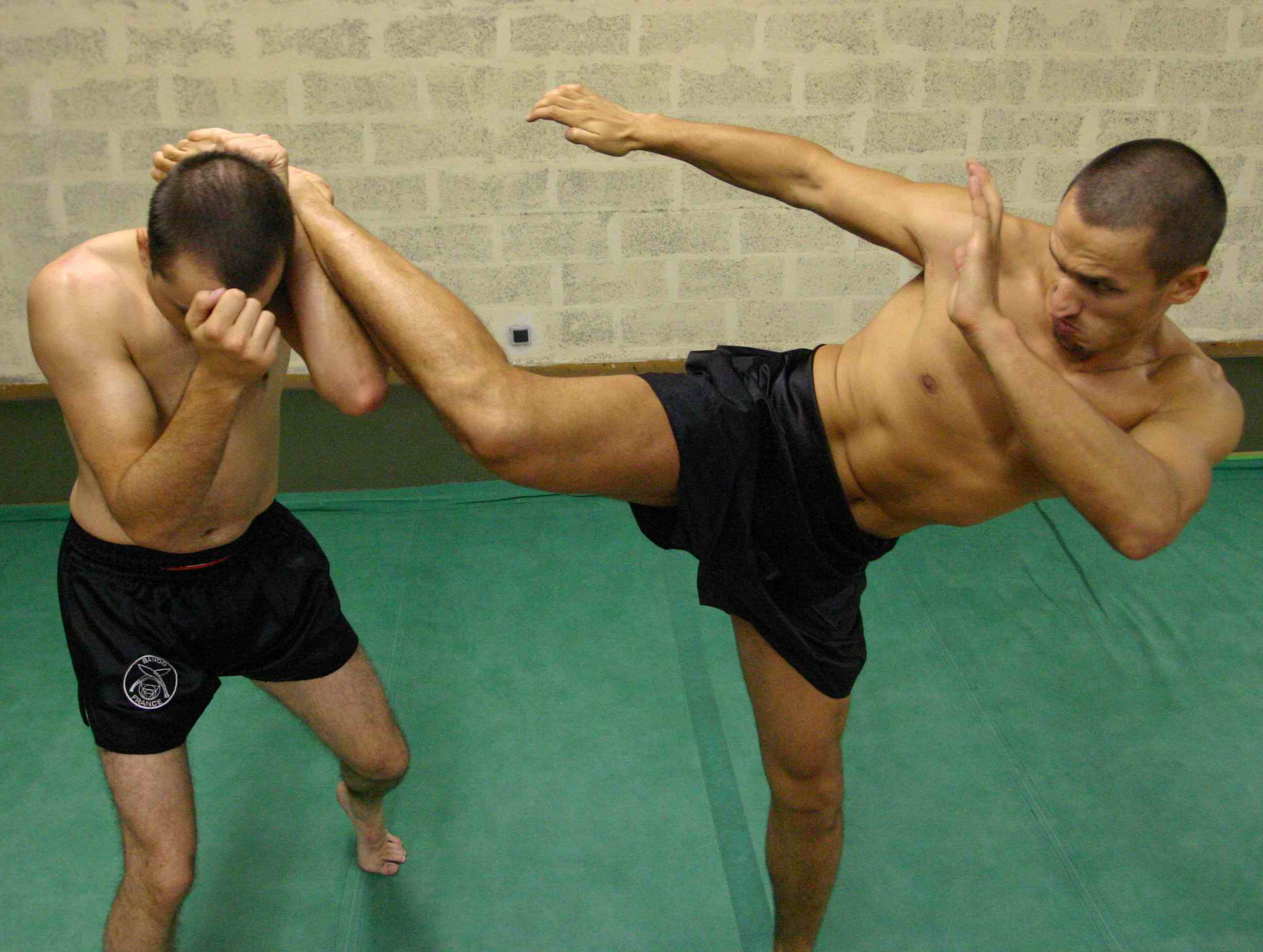
Kopnięcie okrężne

Kopnięcie okrężne

Kopnięcie okrężne (ang. roundhouse kick, niekiedy round kick, turning kick, jap. 回し蹴り mawashi-geri) – kopnięcie polegające na trafieniu przeciwnika za pomocą podbicia stopy, śródstopia lub piszczeli. Wykorzystywana w sportach walki oraz sztukach walki takich jak taekwondo, kick-boxing, boks tajski, tangsudo, karate oraz innych, w których do uderzeń wykorzystywane są nogi. W taekwondo i kick-boxingu jest to technika podstawowa. Ponadto w kick-boxingu jest to najczęściej zadawane kopnięcie w walce. Można je wykonać za pomocą nogi wykrocznej (kopnięcie szybsze, ale o mniejszej sile) lub zakrocznej (silniejsze, ale łatwiejsze do zauważenia przez osobę broniącą się).
Kopnięcie okrężne może być wykonywane na trzy wysokości:
- głowę i okolice barków (ang. high kick, jap. jodan-mawashi-geri),
- okolice żeber i pasa (ang. middle kick, jap. chudan-mawashi-geri),
- zewnętrzną i wewnętrzną część uda, rzadziej na łydkę (ang. low kick, jap. gedan-mawashi-geri).

Technika ta może być wykonywana kilkakrotnie bez stawiania nogi na podłożu. Ważnym elementem w kopnięciu okrężnym jest skręt na stopie podporowej, gdyż w końcowej fazie biodra powinny być ustawione bokiem lub skosem do przeciwnika. Ponadto skręt pozwala uzyskać dużą siłę i dynamikę kopnięcia. Kopnięcia okrężne w karate różnią się od tych wykonywanych w kick-boxingu i taekwondo.